# 尚商立国論
「尚商立国論」（しょうしょうりっこくろん）は、『時事新報』に連載されていた福沢諭吉の社説。

## 連載期間
明治23年8月27日から9月1日まで。

## 名前の由来
「尚商」は福沢の造語。武芸を尊重する「尚武」に着想を得た物で、「尚武」が武を尊重するように、「尚商」は「商」を尊重する。この「商」が包括する範囲は商業のみにとどまらず、広く実業を包括している。

## 尚商の主眼
福沢の目的は、日本に商を尊ぶ風潮を演出させることであった。実業界に優秀な人材が送り込まれるような時流を作り、商工業を繁栄させて国を豊かにすることで、日本国の独立を盤石のものにする必要があるというのが、福沢の唱える「尚商」の主張内容だった。

## 背景
「尚商」が浸透するのは容易ではなかった。当時の日本には「官尊民卑の陋習」と呼ばれる悪習があった。この悪習とは、すなわち封建時代における武士と平民の身分制度が明治政府の構成員とその他の人々に推移しただけであり、実業に従事している民間の人々は明治政府の高官に隷属し、自分たちが帰属する「国家」への関心が低かったという。

## 福沢の思想
福沢は、この風習の変革を主張した。官職の立場にある人間は尊大な姿勢をやめ、「官」と「民」が対等であるような風潮作りを意識して行動すべきと提言した。その結果、実業の重要性が向上し、実業に優秀な人材が集まる。この二つの相乗効果は良好な循環をもたらし、国力向上に寄与するであろうと福沢は考えた。
福沢は、この論説の結びに、自分の説は今はまだ頓珍漢な珍説として一蹴されるかもしれないが、やがては社会に受容されてゆくことを信じたい、と書き綴っている。

## その他
「独立自尊」という、慶応義塾の精神を表現した言葉の初出は、この尚商立国論であった。